# Takahiro Ōgihara
Takahiro Ogihara (jap. 扇原貴宏 Ogihara Takahiro; ur. 5 października 1991 w Sakai) – japoński piłkarz, reprezentant kraju.

## Statystyki
| Reprezentacja Japonii | Reprezentacja Japonii | Reprezentacja Japonii |
| Rok                   | Mecze                 | Gole                  |
| --------------------- | --------------------- | --------------------- |
| 2013                  | 1                     | 0                     |
| Razem                 | 1                     | 0                     |